# Sergio Pelone
Sergio Pelone (Roma, 19 luglio 1947 – Roma, 16 agosto 2023) è stato un produttore cinematografico italiano.

## Biografia
Dopo vent'anni di lavoro in tipolitografia come macchinista litografo, con la parentesi di alcuni anni in Australia, sempre come operaio in diversi settori dell'industria pesante, inizia a lavorare nel settore cinematografico.
Dal 1985, come Direttore Amministrativo della C.I.D.I.F. S.p.A. (Consorzio Italiano Distributori Indipendenti Film), accanto a Gino Agostini e Enzo Della Scala, ruolo che ha ricoperto sino al settembre 1993. Dall’ottobre dello stesso anno, ha ricoperto lo stesso incarico nel Gruppo Finerre S.p.A., fino al giugno 1994. In quel periodo ha seguito, per il gruppo, la produzione di Padre e figlio, di Pasquale Pozzessere, e Il grande Fausto di Alberto Sironi. Da Luglio dello stesso anno è stato dirigente della gestione amministrativo-finanziaria della società di distribuzione e, in seguito anche produzione, Lucky Red S.r.l.. In questo periodo la società (Lucky Red) ha prodotto il suo primo film L'amore molesto di Mario Martone, seguito da RDF - Rumori di fondo di Claudio Camarca e L'amico di Wang per la regia di Carl Haber, anche se l’attività prevalente della Lucky Red è stata quella di aver distribuito decine di film di successo.
Il primo gennaio 1997, ha fondato la The Bottom Line S.r.l. Ha prodotto il primo film Jurij, per la regia di Stefano Gabrini. Il film, realizzato anche con il contributo della Rai, e ad una coproduzione italo-ungherese. Ha vinto il Gran Premio della stampa estera, il Premio Giffoni per il Miglior Attore Protagonista e la Menzione Speciale della Giuria, ed è stato selezionato dal N.I.C.E. di New York e San Francisco, e numerosi altri Festival di cinema nel mondo, le musiche del film sono state realizzate dal pluri-premio Oscar Leonard Rosenman.
Nel 2002 ha prodotto L'ora di religione, per la regia di Marco Bellocchio, selezionato al Festival di Cannes 2002, che ha vinto il Prix Oecuménique e menzione speciale della giuria, premiato con il David di Donatello per la migliore attrice non protagonista e 5 nomination; ha vinto un European Film Awards per il miglior attore e una nomination per la miglior regia; quattro Nastri d'argento (miglior attore protagonista, miglior regia, miglior soggetto e migliore presa diretta), oltre ad altre cinque candidature. Ha inoltre vinto il Premio Flaiano (migliore attrice non protagonista) e il Ciak d'oro per il miglior film. 
Nel 2002 ha prodotto il documentario Addio del passato (di Marco Bellocchio), selezionato per la 59ª Mostra internazionale d'arte cinematografica di Venezia nella sezione Nuovi Territori. Nel 2004 il film vince la VI edizione del Festival de Famaliçao in Portogallo.
Nel 2003 ha prodotto Buongiorno, notte (di Marco Bellocchio) in competizione alla 60ª Mostra internazionale d'arte cinematografica di Venezia dove vince il Premio Speciale per il Miglior contributo Individuale per la sceneggiatura. Il Film vince anche il Premio FIPRESCI agli European Film Awards del 2003. Buongiorno, notte è stato selezionato in più di 20 festival in tutto il mondo ed è stato venduto in numerosi Paesi tra i quali: Francia, Inghilterra, USA, Giappone, Russia.
Nel 2003 ha prodotto il documentario Stessa rabbia, stessa primavera (per la regia di Stefano Incerti) selezionato a sua volta per la 60ª Mostra internazionale d'arte cinematografica di Venezia nella sezione Nuovi Territori.
Nel 2005-2006 ha prodotto Il regista di matrimoni (di Marco Bellocchio), selezionato per il Festival di Cannes 2006 nella sezione Un Certain Regard. Tra gli altri premi e selezioni ha vinto il Premio Franco Cristaldi, quale miglior produttore dell’anno.
Nel 2007 ha prodotto Due tigri di Sandro Cecca, film girato interamente a Shanghai in co-produzione con la Cina. 
Nello stesso periodo ha prodotto il cortometraggio Sangre de Perro di Leonardo D'Agostino. 
Nel 2008 ha prodotto Sopra le nuvole di Sabrina Guigli e Riccardo Stefani, che è stato il film di apertura in rappresentanza dell’Italia allo Shanghai International Film Festival. 
Nel 2009 ha prodotto la docu-fiction Quando combattono gli elefanti di Simone Amendola.
Nel 2010 ha prodotto Gorbaciof, lungometraggio di Stefano Incerti con Toni Servillo. Il film ha partecipato, fuori concorso, alla selezione ufficiale della 67ª Mostra internazionale d'arte cinematografica di Venezia.
Nello stesso anno ha prodotto Alisya nel paese delle meraviglie, cortometraggio documentario di Simone Amendola, con il quale ha vinto il premio Ilaria Alpi.
Dal 2001 è membro dell’Accademia del Cinema Italiano - Premi David di Donatello. Dal 2002 è membro dell’European Film Academy.

## Filmografia
- Jurij, regia di Stefano Gabrini (2001)
- L'ora di religione, regia di Marco Bellocchio (2002)
- Addio del passato, regia di Marco Bellocchio - documentario (2002)
- Buongiorno, notte, regia di Marco Bellocchio (2003)
- Stessa rabbia, stessa primavera, regia di Stefano Incerti - documentario (2003)
- Il regista di matrimoni, regia di Marco Bellocchio (2006)
- Due tigri, regia di Sandro Cecca (2007)
- Sopra le nuvole, regia di Sabrina Guigli e Riccardo Stefani (2008)
- Quando combattono gli elefanti, regia di Simone Amendola - documentario (2009)
- Gorbaciof, regia di Stefano Incerti (2010)
- Il suono instabile della libertà, regia di Marco Bergamaschi e Gianpaolo Gelati - documentario (2010)
- Pierrot sui binari, regia di Massimiliano Battistella - documentario (2020)